# Legendre-Knoten
In der Kontaktgeometrie, einem Teilgebiet der Mathematik, bezeichnet man als Legendre-Knoten Knoten, die tangential zur Kontaktstruktur sind.
Jeder Knoten kann durch Legendre-Knoten beliebig gut approximiert werden. Man bezeichnet Legendre-Knoten als legendre-isotop, wenn es eine Isotopie durch Legendre-Knoten gibt. Die Klassifikation von Legendre-Knoten ist eine Verfeinerung der Klassifikation von Knoten und benötigt feinere Invarianten.

## Definition
Ein Legendre-Knoten in einer Kontaktmannigfaltigkeit {\displaystyle M} mit Kontaktstruktur {\displaystyle \alpha } ist eine differenzierbare Einbettung {\displaystyle \gamma \colon S^{1}\to M}, die in jedem Punkt tangential an das Ebenenfeld {\displaystyle Kern(\alpha )} ist, also {\displaystyle \alpha (\gamma ^{\prime }(t))=0} für alle {\displaystyle t\in S^{1}} erfüllt.

## Legendre-Knoten im euklidischen Raum
Insbesondere betrachtet man Legendre-Knoten für die Standard-Kontaktstruktur {\displaystyle \alpha =dz-xdy} des {\displaystyle \mathbb {R} ^{3}}. Dies sind also differenzierbare Einbettungen {\displaystyle \gamma (t)=(x(t),y(t),z(t))}, die {\displaystyle z^{\prime }-yx^{\prime }\equiv 0} erfüllen.

### Frontprojektion

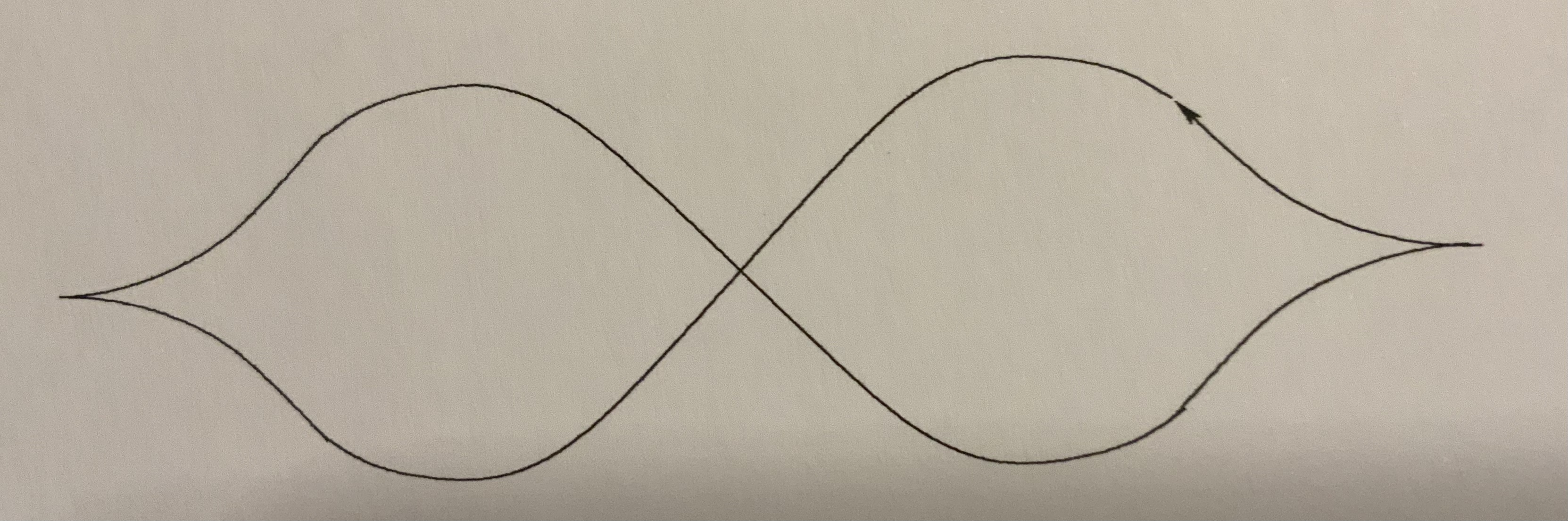
Frontprojektion eines Legendre-Knotens (topologischer Unknoten)

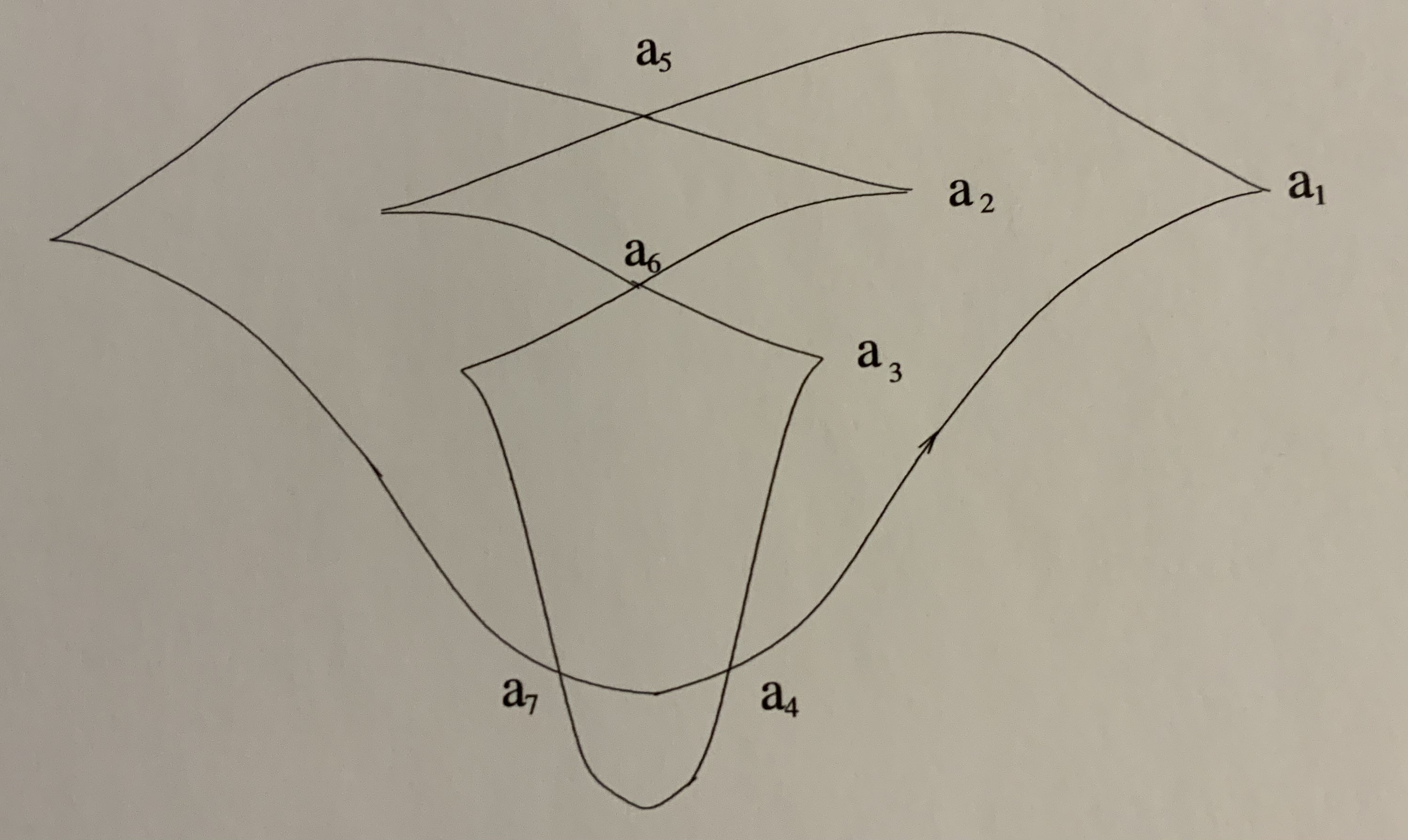
Frontprojektion eines Legendre-Knotens (topologischer Achterknoten)

Als Frontprojektion bezeichnet man die Projektion des Legendre-Knotens auf die {\displaystyle x}-{\displaystyle z}-Ebene. Aus einer Frontprojektion kann man die {\displaystyle y}-Koordinate und damit den Knoten mittels {\displaystyle \textstyle y(t)={\frac {z^{\prime }(t)}{x^{\prime }(t)}}} rekonstruieren. 
Ein Knotendiagramm ist genau dann Frontprojektion eines Legendre-Knotens, wenn keine vertikalen Tangenten auftreten, alle Singularitäten Spitzen sind und an jeder Überkreuzung die Steigung des überkreuzenden Bogens kleiner als die des unterkreuzenden Bogens ist. 
Zwei Frontprojektionen sind genau dann legendre-isotop, wenn sie durch eine endliche Folge von Front-Reidemeisterbewegungen und regulärer Isotopie auseinander hervorgehen.

### Lagrange-Projektion
Als Lagrange-Projektion bezeichnet man die Projektion des Legendre-Knotens auf die {\displaystyle x}-{\displaystyle y}-Ebene. Sie ist eine Immersion, die {\displaystyle z}-Koordinate kann (eindeutig bis auf Addition einer Konstanten) durch {\displaystyle z(t)=z_{0}+\int _{0}^{t}y(s)x^{\prime }(s)ds} rekonstruiert werden.
Die Lagrange-Projektion eines Legendre-Knotens schließt eine Fläche ein, deren orientierter Flächeninhalt verschwindet.

## Invarianten
Klassische Invarianten eines Legendre-Knotens sind der zugrundeliegende topologische Knotentyp, die Rotationszahl und die Thurston-Bennequin-Zahl, eine weitere Invariante ist die Chekanov-Eliashberg-DGA.